# Yuri Ózerov (cineasta)
Yuri Nikoláyevich Ózerov (del ruso: Ю́рий Никола́евич О́зеров) (Moscú, 26 de enero de 1921-16 de octubre de 2001), guionista y director de cine soviético.

## Biografía
Integrante del Ejército Rojo, luchó en la Segunda Guerra Mundial.
Dirigió veinte películas entre 1950 y 1995. 

## Distinciones
- Orden de la Bandera Roja (1945)
- Premio Lenin (1972)
- Estrella de la Amistad de los Pueblos (1972)
- Artista del pueblo de la URSS (1977)
- Premio Estatal de la URSS (1982)
- Orden de la Revolución de Octubre (1986)

## Filmografía
- Alexander Pushkin (1950)
- Arena of the Bold (1953)
- Son (1955)
- Kochubey (1957)
- Fortuna (1959)
- High Road (1959)
- Liberación
  - El arco de fuego (1970)
  - La ruptura (1970)
  - Ataque principal (1971)
  - La batalla de Berlín (1971)
  - El último asalto (1971)
- Visions of Eight (1973)
- Soldiers of Freedom (1977)
- Salve, deporte, eres la paz (1981)
- La batalla de Moscú (1985)
- Stalingrado (1989)
- Tragedy of the Century (1993)
- Angels of Death (1993)
- The Great Commander Georgy Zhukov (1995)